# Arbis
Arbis ist eine ehemalige französische Gemeinde mit 276 Einwohnern (Stand 1. Januar 2016) im Département Gironde in der Region Nouvelle-Aquitaine. Sie gehörte zum Arrondissement Langon. Die Bewohner werden Arbissois und Arbissoises genannt.
Der Erlass des Präfekten vom 28. September 2018 legte mit Wirkung zum 1. Januar 2019 die Eingliederung von Arbis ohne Status einer Commune déléguée zusammen mit der früheren Gemeinde Cantois zur Commune nouvelle Porte-de-Benauge fest.
Der Erlass des Präfekten vom 25. November 2024 legte mit Wirkung zum 1. Januar 2025 die Eingliederung von Porte-de-Benauge zusammen mit der früheren Gemeinde Saint-Genis-du-Bois zur neuen, gleichnamigen Commune nouvelle Porte-de-Benauge fest.

## Geografie

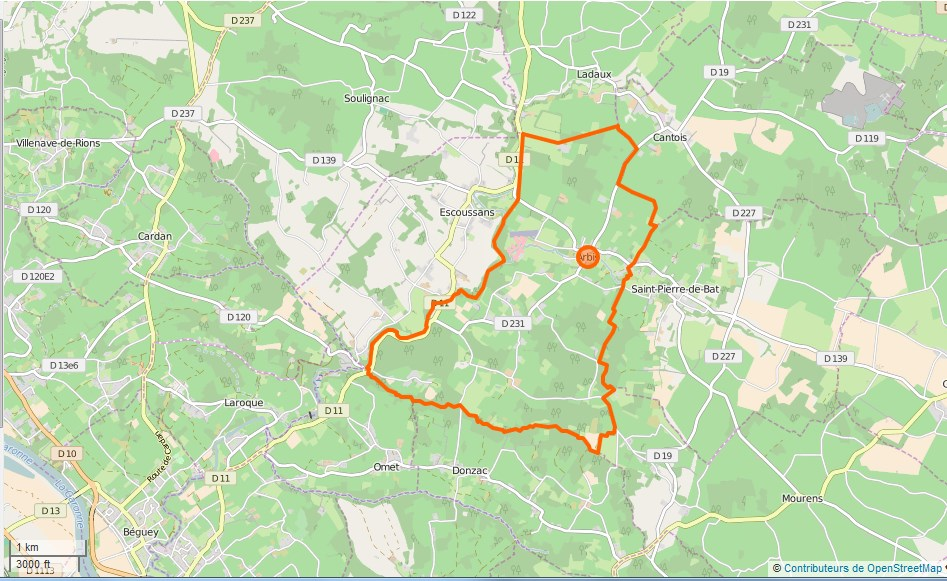
Gemeindegrenzen von Arbis

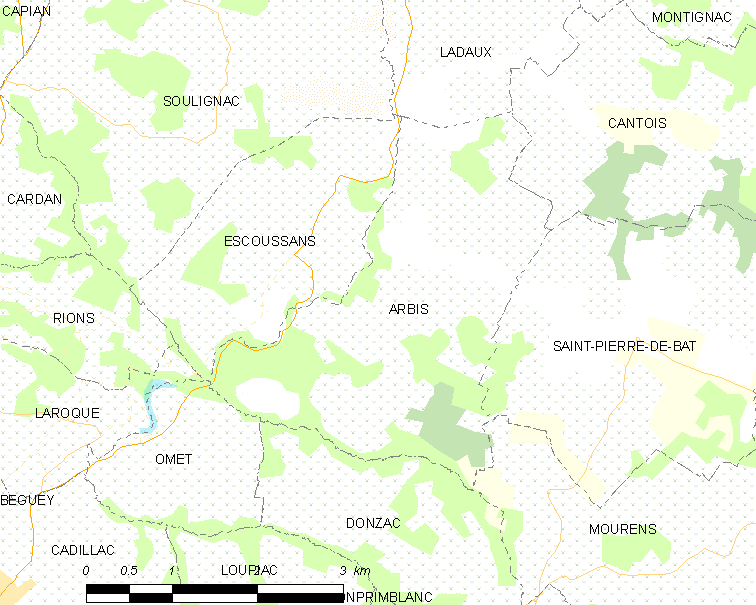
Umgebungskarte

Arbis liegt etwa 32 Kilometer südöstlich von Bordeaux und etwa 14 Kilometer nördlich von Langon im Weinbaugebiet Entre deux mers der Région naturelle Entre-Deux-Mers. Das Ortsgebiet befindet sich im Einzugsgebiet der Garonne und wird vom Ruisseau de Saint-Pierre-de-Bat, vom Ruisseau de la Boye, der es im Süden begrenzt, und vom Flüsschen Euille entwässert, das es im Westen begrenzt.
Das Bodenrelief von Arbis ist hügelig und steigt in der Breite nach Süden hin signifikant an. Im Südosten wird auch mit 109 m die höchste Erhebung des Orts gemessen. Das Zentrum hingegen liegt im Tal des Ruisseau de Saint-Pierre-de-Bat auf etwa 38 m Höhe. Die tiefste Stelle wird im äußersten Südwesten beim Zusammenfluss von der Euille und vom Ruisseau de la Boye mit 23 m gemessen.
Teile des Gebiets von Arbis gehören zum 331 Hektar großen Natura 2000-Schutzgebiet „Vallée de l'Euille“ (FR7200691) und von zwei ZNIEFF-Naturzonen.
Umgeben wird Arbis von den sechs Nachbargemeinden und dem Ortsteil von Porte-de-Benauge:
|            | Ladaux                                      | Cantois (Ortsteil)  |
| Escoussans | Kompassrose, die auf Nachbargemeinden zeigt | Saint-Pierre-de-Bat |
| Omet       | Donzac                                      | Mourens             |

## Geschichte
Es ist seine günstige Lage, die das Euille-Tal und die umliegenden Dörfer dominiert, was die Gründung von Arbis im 11. Jahrhundert erklärt. Tatsächlich führten Unruhen und Kriege im Mittelalter dazu, dass sich die Einwohner neu formierten, was die Entwicklung des Feudalismus begünstigte.
Unter englischer Herrschaft nach der Heirat von Eleonore von Aquitanien zollte Arbis dem Unabhängigkeitsgeist seines Vicomtes Bernard de Gavarret-Bouville Tribut. Der Ort wurde von den Truppen Heinrichs III. Plantagenêt belagert. Der Seigneur musste kapitulieren und die beschädigte Burg wurde Jean de Grailly überlassen, dessen Loyalität gegenüber den Plantagenets nicht nachließ, so dass Arbis bis 1453 eine englische Hochburg blieb.
Der Rückzug der Engländer bedeutete kein Ende des Feudalismus. Der Seigneur von Arbis, Vicomte und dann Graf von Benauges, verfügte über zahlreiche Rechte, beispielsweise das Bannrecht, mit dem er die Nutzung der Mühle oder des herrschaftlichen Ofens gegen Bezahlung auferlegen konnte. Er war auch für die Ausübung der Justiz verantwortlich und nahm in dieser Funktion die Dienste eines Richters, eines Staatsanwalts und eines Gerichtsschreibers in Anspruch.
Auf die Familie Grailly folgten mehrere Herren, doch erst die Französische Revolution brachte das System des Feudalismus ins Wanken. Die Burg wurde schwer beschädigt, aber das Dorf Arbis nutzte die Situation eine Zeit lang aus, indem es zum Hauptort des gleichnamigen Kantons wurde, bevor es 1795 dem Kanton Targon angegliedert wurde.

### Bevölkerungsentwicklung
| Arbis: Einwohnerzahlen von 1793 bis 2013                                                                                   | Arbis: Einwohnerzahlen von 1793 bis 2013 | Arbis: Einwohnerzahlen von 1793 bis 2013 | Arbis: Einwohnerzahlen von 1793 bis 2013 | Arbis: Einwohnerzahlen von 1793 bis 2013 |
| --- | ---------------------------------------- | ---------------------------------------- | ---------------------------------------- | ---------------------------------------- |
| Jahr |                                          |                                          |                                          | Einwohner                                |
| 1793 | 1793                                     |                                          | 361                                      | 361                                      |
| 1800 | 1800                                     |                                          | 329                                      | 329                                      |
| 1806 | 1806                                     |                                          | 349                                      | 349                                      |
| 1821 | 1821                                     |                                          | 277                                      | 277                                      |
| 1831 | 1831                                     |                                          | 350                                      | 350                                      |
| 1836 | 1836                                     |                                          | 342                                      | 342                                      |
| 1841 | 1841                                     |                                          | 338                                      | 338                                      |
| 1846 | 1846                                     |                                          | 359                                      | 359                                      |
| 1851 | 1851                                     |                                          | 330                                      | 330                                      |
| 1856 | 1856                                     |                                          | 336                                      | 336                                      |
| 1861 | 1861                                     |                                          | 316                                      | 316                                      |
| 1866 | 1866                                     |                                          | 325                                      | 325                                      |
| 1872 | 1872                                     |                                          | 335                                      | 335                                      |
| 1876 | 1876                                     |                                          | 330                                      | 330                                      |
| 1881 | 1881                                     |                                          | 355                                      | 355                                      |
| 1886 | 1886                                     |                                          | 318                                      | 318                                      |
| 1891 | 1891                                     |                                          | 303                                      | 303                                      |
| 1896 | 1896                                     |                                          | 310                                      | 310                                      |
| 1901 | 1901                                     |                                          | 328                                      | 328                                      |
| 1906 | 1906                                     |                                          | 336                                      | 336                                      |
| 1911 | 1911                                     |                                          | 324                                      | 324                                      |
| 1921 | 1921                                     |                                          | 294                                      | 294                                      |
| 1926 | 1926                                     |                                          | 297                                      | 297                                      |
| 1931 | 1931                                     |                                          | 281                                      | 281                                      |
| 1936 | 1936                                     |                                          | 291                                      | 291                                      |
| 1946 | 1946                                     |                                          | 302                                      | 302                                      |
| 1954 | 1954                                     |                                          | 273                                      | 273                                      |
| 1962 | 1962                                     |                                          | 254                                      | 254                                      |
| 1968 | 1968                                     |                                          | 216                                      | 216                                      |
| 1975 | 1975                                     |                                          | 214                                      | 214                                      |
| 1982 | 1982                                     |                                          | 200                                      | 200                                      |
| 1990 | 1990                                     |                                          | 208                                      | 208                                      |
| 1999 | 1999                                     |                                          | 243                                      | 243                                      |
| 2006 | 2006                                     |                                          | 287                                      | 287                                      |
| 2013 | 2013                                     |                                          | 279                                      | 279                                      |
| Quelle(n): EHESS/Cassini bis 1999, INSEE ab 2006 Anmerkung(en): Ab 1962 offizielle Zahlen ohne Einwohner mit Zweitwohnsitz |                                          |                                          |                                          |                                          |

## Sehenswürdigkeiten
- Burg Benauge aus dem 13. und 15. Jahrhundert, im 17. und 18. Jahrhundert umgestaltet, seit 1995 als Monument historique eingeschrieben
- Romanische Pfarrkirche Saint-Martin aus dem 12. Jahrhundert, in den folgenden Jahrhunderten umgestaltet

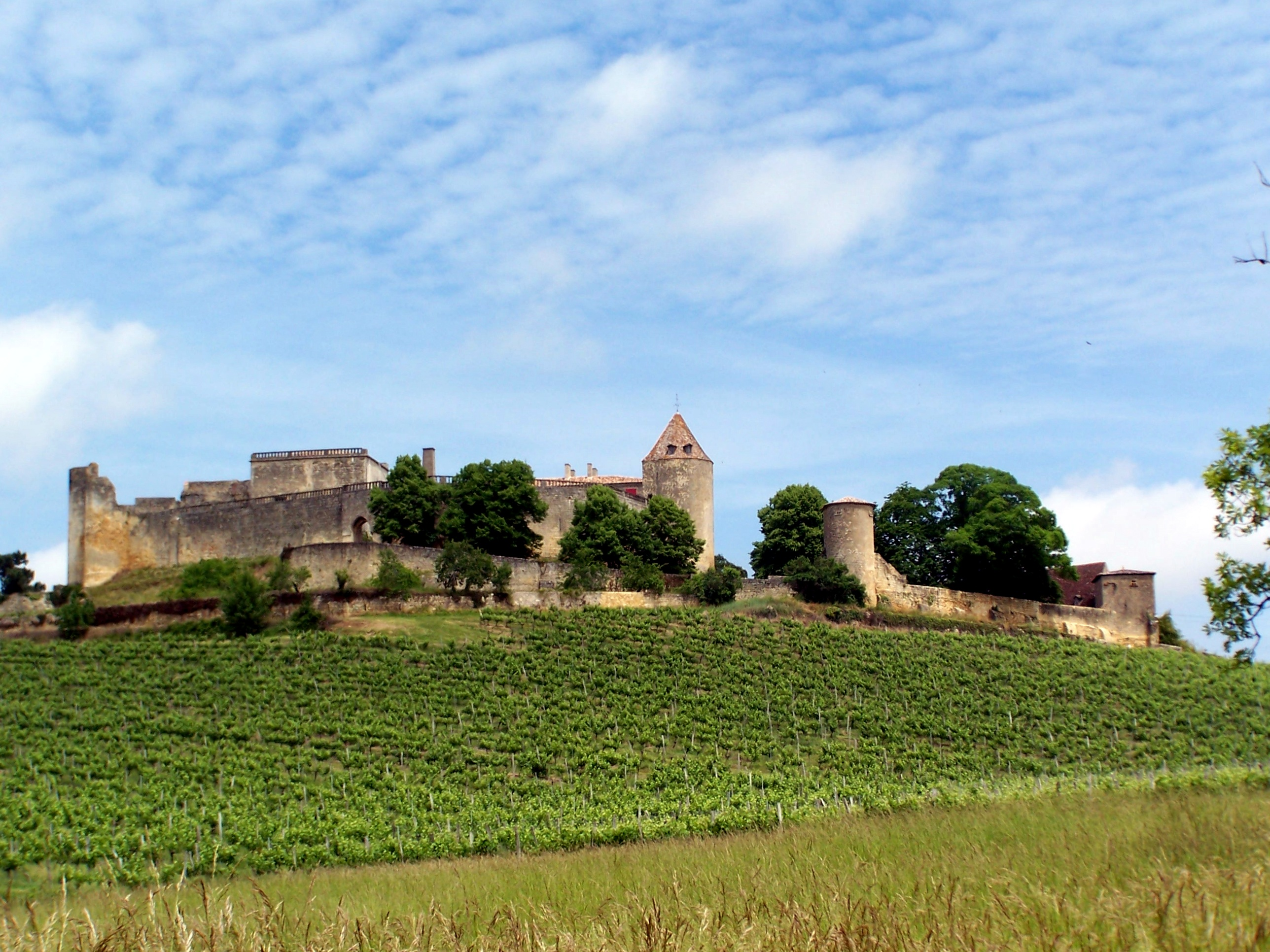
Burg Benauge
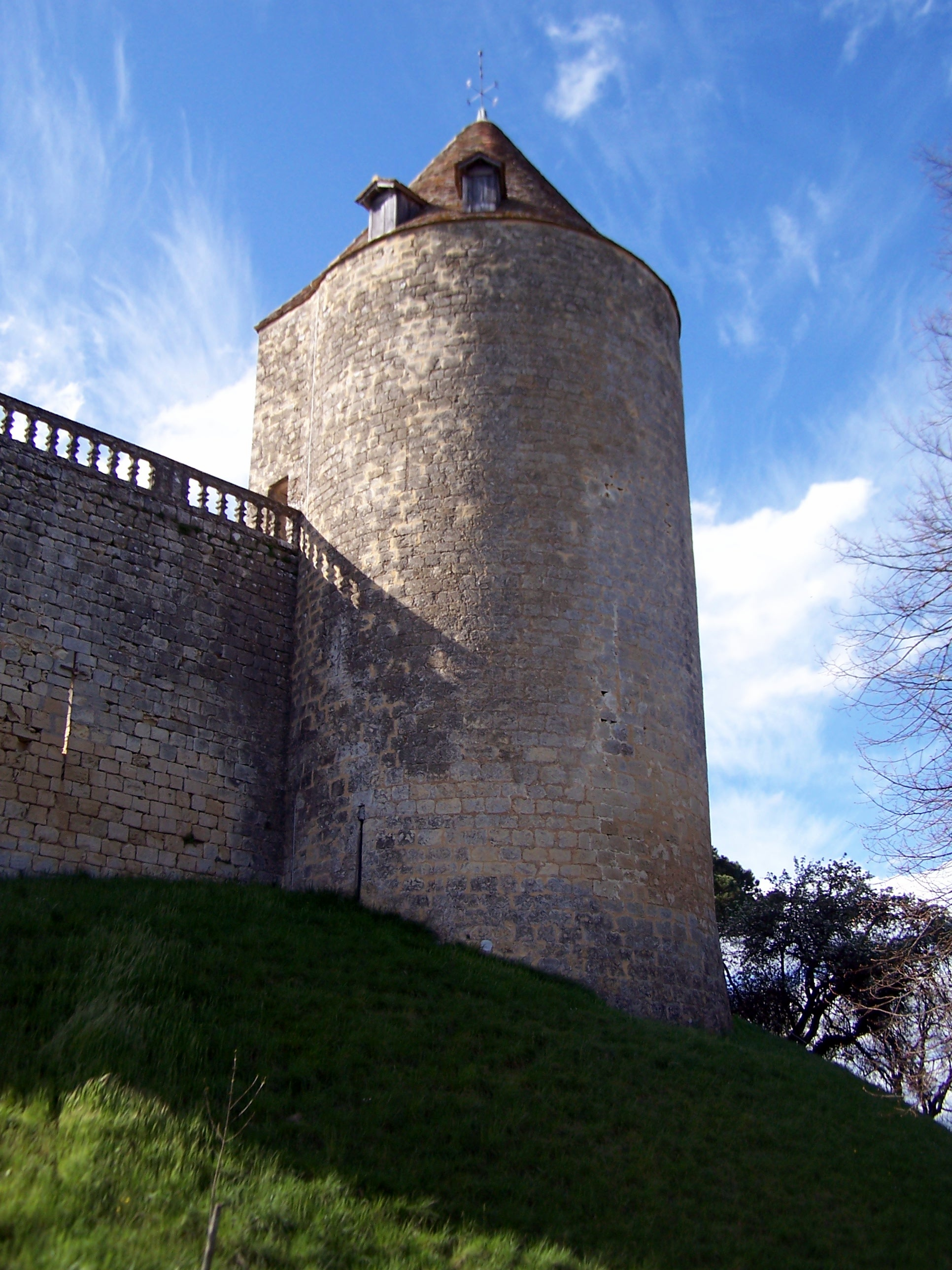
Donjon der Burg Benauge
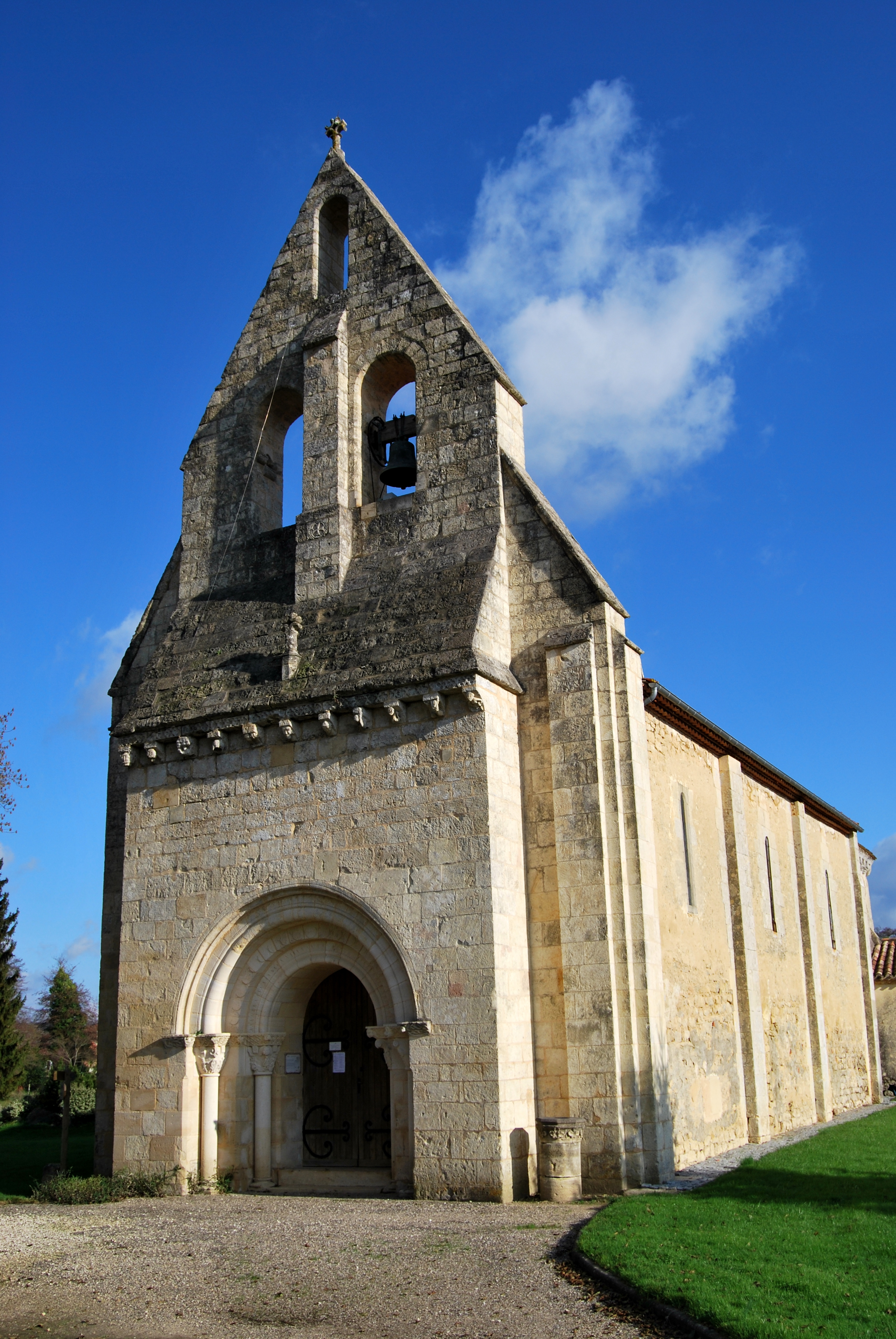
Pfarrkirche Saint-Martin